# Honduras-Kleinohrspitzmaus

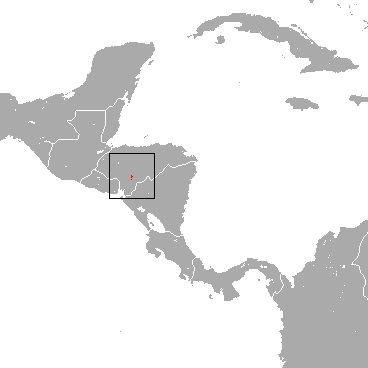
Verbreitungsgebiet der Honduras-Kleinohrspitzmaus

Die Honduras-Kleinohrspitzmaus (Cryptotis hondurensis) ist ein in Honduras endemisches Säugetier in der Gattung der Kleinohrspitzmäuse. Die Population wurde vor 1992 in Cryptotis gracilis eingefügt.

## Merkmale
Die Art ist mit einer Kopf-Rumpf-Länge von 55 bis 64 mm und einer Schwanzlänge von 27 bis 29 mm ein kleiner Gattungsvertreter. Sie hat 11 bis 13 mm lange Hinterfüße und keine äußeren Ohren. Die Oberseite ist mit schwarzbraunem Fell bedeckt, dessen Haare am Hinterteil 4 bis 5 mm Länge erreichen. Unterseits ist braunes Fell vorhanden und der Schwanz wird zur Spitze hin schmaler. Bei Cryptotis parva ist der Schwanz kürzer und das Fell eher mittelbraun. Die gleichfalls im selben Gebiet vorkommende Cryptotis merriami hat eine stumpfe Schwanzspitze.

## Verbreitung und Lebensweise
Die Art ist nur aus Gebirgen im Umfeld von Tegucigalpa bekannt. Die Fundorte liegen auf etwa 1700 Meter Höhe. Diese Spitzmaus lebt in kühlen Nadel- und Mischwäldern mit Kiefern und Eichen. Weitere Aspekte des Verhaltens sind nicht bekannt.

## Gefährdung
Vermutlich wirken sich Waldrodungen und der Einsatz von Schädlingsbekämpfungsmitteln negativ aus. Die IUCN listet die Honduras-Kleinohrspitzmaus mit unzureichende Datenlage (data deficient) aufgrund einer unbekannten Populationsgröße.